# 幽暗密林之戰

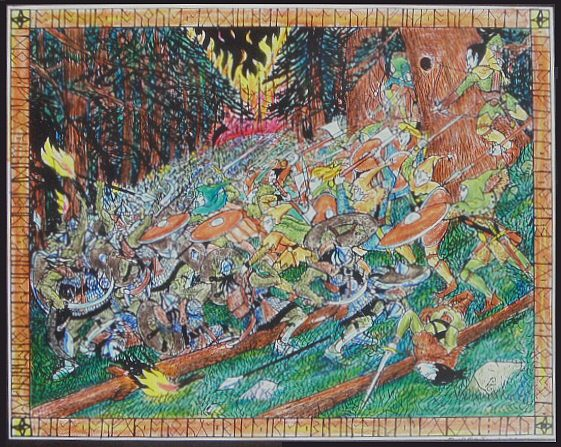
湯姆·洛伯克所畫的插畫描述森下之戰。

幽暗密林之戰（Battle of Mirkwood）又稱森下之戰（Battle Under the Trees）是英國作家托爾金奇幻世界中土大陸的一場戰役，發生於第三紀元末的魔戒聖戰時期。
幽暗密林之戰是魔戒聖戰裡其中的重要一役。多爾哥多的半獸人企圖擊敗精靈及佔領幽暗密林，但以失敗告終。索倫在北部戰線的主要目的是襲擊羅斯洛立安，於是利用多爾哥多的大部分半獸人進攻羅斯洛立安，另外一些半獸人則攻擊瑟蘭督伊統治的幽暗密林，以牽制精靈的兵力。索倫還計劃讓他的東方人盟友參與進攻幽暗密林，打敗精靈，讓多爾哥多的軍隊可全力參與對羅斯洛立安的軍事行動。但是，東方人卻遭到孤山矮人的圍剿，未能參與進攻幽暗密林。幽暗密林內爆發了激烈的戰爭，那裡成為「毀於戰火的廢墟」，樹木在戰爭期間被焚。國王瑟蘭督伊率領精靈擊敗半獸人。索倫敗亡後，瑟蘭督伊聯同凱蘭崔爾攻陷多爾哥多。
第二紀元末，最後同盟之戰，巨綠森的西爾凡精靈率大軍參與達哥拉之戰及圍攻巴拉多；他們的傷亡相當慘重，損失約三分之二的兵力。戰後，瑟蘭督伊率軍返回幽暗密林，其軍隊仍使約二千半獸人不敢侵襲。在魔戒聖戰之前，瑟蘭督伊曾召集小股軍隊向河谷鎮增援，參與五軍之戰。至魔戒聖戰期間，瑟蘭督伊起初處於被動，但仍能發揮其軍隊的最大戰力。